# عزاداری بختیاری‌ها
مراسم عزاداری در بین بختیاری‌ها به شکل خاصی برگزار می‌شود که نحوهٔ انجام آن در نقاط مختلف تفاوت‌هایی نیز با هم دارند. در بختیاری‌ها هرگاه کسی از دنیا می‌رود مثل اینکه همهٔ طایفه عضوی از خانواده را از دست داده، ماتم زده می‌شوند.

## اطلاع به وابستگان متوفی
اگرکسی از بستگان یکی از اهالی فوت می‌کرد، بقیهٔ ساکنان تلاش می‌کردند به نحو مناسبی موضوع را به اطلاع خانواده و خویشانش برسانند. برای این کار، زنان و مردان بدورِ هم جمع شده به در خانهٔ وی رفته و پس از بیرون آمدن صاحبخانه، زنان ضمن خراشیدن چهره و کندن موها، با صدای بلند شروع به گریه و زاری می‌کردند و بدین شکل او می‌فهمید که مصیبتی روی داده‌است. پس ازآن نیز تا پایان مراسم خانوادهٔ متوفی را تنها نمی‌گذاشتند. سپس صدای ساز چپی تُشمال روستا یا عشیره، عزاداری را به همه اطلاع می‌داد.

## خاکسپاری
غسل میت، خواندن نماز برجنازه، تلقین، تدفین و خاکسپاری توسط افرادی انجام می‌شد که سواد داشتند و به آن‌ها در زبان محلی مُلا می‌گفتند. این ملاها بقیهٔ کارهای مردم محلی از جمله نوشتن نامه، آموزش خواندن و نوشتن، آموزش قرآن و نوشتن دعا را هم انجام می‌دادند.

## دعوت ازاهالی روستاها ی دیگر
در گذشته از جوانان خواسته می‌شد تا به روستاهای اطراف رفته و روز برگزاری مراسم را به همهٔ کسانی که لازم بود، اطلاع داده و آن‌ها ر
ا دعوت کنند. معمولاً اگر به فردی به هر علت اطلاع داده نمی‌شد، در مراسم شرکت نمی‌کرد.

## برگزاری مراسم عزاداری
خویشان، بستگان و همهٔ همسایگان برای بهتر برگزار کردن مراسم همکاری زیادی داشتند. زنان در پختن نان، شستن ظروف، طبخ غذا و نظافت و مردان در تهیهٔ هیزم، ذبح گوسفند، گاهی هم پختن غذا و پذیرایی از مهمانان فعالانه شرکت داشتند و تلاش همه این بود تا کارهای سوگواری که بسیار سنگین هم بودند، به بهترین شکل انجام گیرند.
پسر بزرگ، برادر و اگر متوفی زن بود، شوهر او بالای مجلس می‌نشستند. گروهی از نزدیکان مهمانان را به داخل مجلس هدایت کرده و پس از قرائت فاتحه، از آنان تشکر کرده و پذیرایی می‌کردند. زمانی که مهمانان قصد ترک مجلس را داشتند، به نزد بزرگتر مجلس رفته و به او تسلیت می‌گفتند.
در بختیاری هاعلاوه بر مراسم خاکسپاری، روزهای سوم، هفتم، چهلم و نیزسالگرد مراسمی برگزار می‌شد. آشنایانی که بعدها متوجه می‌شوند، معمولاً تا چهل روز پس از مرگ فردبرای تسلی دادن به نزد بازماندگان می‌روند.

### غذا
غذاها ساده و در گذشته فقط خورش بود ولی کم‌کم برنج نیز اضافه گردید. امروزه نیز برای پذیرایی از کسانی که در خاکسپاری شرکت کرده‌اند، فقط نوعی خورش تهیه می‌کنند که در اصطلاح محلی به آن سرمزاری می‌گویند. معمولاً نزدیک ظهر سفره‌ها را پهن کرده و تقریباً در یک نوبت به مدعوین غذا می‌دادند. اگر کسی بدون صرف غذا مجلس را ترک می‌کرد صاحب عزا ناراحت شده و این امر را توهین می‌دانست. گوسفند عقیقه نیز معمولاً در مراسم روز چهلم ذبح شده و گوشت آن با آداب خاصی پخته می‌شود.

### گاگِرِو
زنان مسن تر در مراسم عزاداری، با صدایی حزین اشعاری را در مدح فرد فوت شده می‌خواندند که به آن گاگِرِو می‌گویند. در خواندن گاگِرِو یکی از زنان، شعر (سُرو= سرود) را خوانده و بقیهٔ زنان او را همراهی می‌کردند. ساز چپی نوعی سازکوتاه است که در مراسم عزاداری از آن‌ها استفاده می‌شود و گاهی زنان هم به همراه آن، به خواندن گاگِرِو می‌پرداختند.

### نحوهٔ حضور طوایف دیگر
افراد هرطایفه جمع شده و پس از تدارک سرباره که معمولاً گوسفند و مواد غذایی بود، با تُشمال به سمت محل عزاداری می‌رفتند. آن‌ها دربیرون روستا یا چادر محل عزاداری می‌ایستادند و تُشمال با ساز چپی شروع به نواختن موسیقی مخصوص عزاداری می‌کرد. در این زمان چند تن از وابستگان صاحب عزا بیرون آمده و پس از روبوسی با مهمانان آن‌ها را به داخل دعوت می‌کرند.

## کُتَل
برپا کردن کتل بخشی ازمراسم عزاداری مردان بزرگ در میان مردم بختیاری است. در این مراسم اسبی را با پارچهٔ سیاه پوشانده و افسارش را به دست مردی می‌دهند تا آن را دور مافه بچرخاند. در همین زمان یکی از زنان مسن، با صدای بلند اشعاری را در رثای متوفی می‌خواند. برای هرکس در هر سن و گروه اجتماعی، اشعار خاصی خوانده می‌شود.

## پوشیدن لباس عزا
وقتی فردی فوت می‌کرد، خانواده وبستگان و حتی آشنایان دورتر هم به مدت یک سال لباس عزا (لباس مشکی) می‌پوشیدند. پس از برگزاری مراسم سالگرد، زنان در سیاه چادر یا خانهٔ متوفی جمع شده و برای آخرین بار لباسهای او توسط همسرش در کنار هم قرار داده می‌شد. به این کار وُریَک وَندِن لباس گفته می‌شد. وُریَک وَندِن یعنی رویهم نهادن. پس از آن همه لباسهای سیاه را از تن خارج کرده و به تدریج لباسهای غیر مشکی می‌پوشیدند. زنان مسن پس از فوت برادر، شوهر یا پسرشان، دیگر لباس سیاه را بیرون نمی‌آوردند. در گذشته معمولاً به احترام متوفی تا برگزاری مراسم سالگرد او، هیچ‌کدام از خویشان و بستگان مراسم عروسی برگزار نمی‌کردند.

## سرباره
بختیاری‌ها برای کمک به خانوادهٔ متوفی و برای تأمین مخارج مراسم عزاداری که معمولاً سنگین هم بود، به آن‌ها کمک می‌کردند. این کمک‌ها در گذشته به صورت کالا بوده و بیشتر شامل گوسفند می‌شد، اما امروزه بیشتر وجه نقد رواج پیدا کرده‌است.

## مافه
مافه بنایی مکعب شکل از سنگ بود که معمولاً بیش از یک متر ارتفاع داشت. مافه را معمولاً از روز هفتم وفات درست می‌کردند. مافه برای فامیل محترم شمرده شده و توهین به آن ناپسند بود و آنچنان مهم بود که همه به آن قسم می‌خوردند. امروزه هم بر مزار برخی از بزرگان مافه می‌سازند.

## بستن مزار
معمولاً مدتی قبل از مراسم سالگرد، خانوادهٔ متوفی برای بستن قبر اقدام می‌کردند یعنی خاک‌های اضافه را برداشته و محدودهٔ قبر را با دیواره‌ای از سنگ مشخص کرده و سنگی را روی قبر می‌گذاشتند که نام و تاریخ فوت متوفی روی آن حک شده بود.

## شیر سنگی
لرهای بختیاری برای احترام به بزرگان ایل تندیسی از شیر بر روی قبر آنان قرار می‌دادند. این مجسمه را از سنگ می‌تراشیدند و به آن شیر سنگی یا بَردِ شیر می‌گفتند. نصب مجسمهٔ شیر بر مزار بزرگان هنوز هم رایج است.

## فوت افراد در هنگام کوچ عشایر
اگر کسی ضمن کوچ فوت می‌کرد، در همان محل او را دفن کرده و پس از رسیدن ایل به مقصد (گرمسیر یا سردسیر) برایش مراسم عزاداری برپا می‌کردند.

## نکاتی در ارتباط با سوگواری در بختیاری
هنگامی که یکی از بزرگان طایفه فوت می‌کرد، سیاه چادرها را می‌کندند و گاهی تا یک سال نیز آن‌ها را برپا نمی‌کردند.
شلیک گلوله درمراسم خاکسپاری، سوم، هفتم و زمان مراسم کتل، نشانگر ارزش، احترام و بزرگداشت متوفی است.
اگر زنی یکی از عزیزان خود مثلاً پدر، شوهر یا برادر را ازدست می‌داد، گیسوانش را می‌برید. پَل بریده در بختیاری‌ها به زنی اشاره دارد که در عزای عزیزی، موهایش را بریده‌است.